# Blues chorego
Blues chorego – utwór instrumentalny nagrany przez bluesowy zespół Kasa Chorych w roku 1980. Wydany na singlu Tonpressu. Został umieszczony na pierwszym longplayu zespołu, wydanym cztery lata po zawiązaniu się grupy.

## Historia
Utwór został skomponowany w 1979 roku, kiedy członek zespołu Jarosław Tioskow zachorował na zapalenie nadnercza i trafił do szpitala w Warszawie. Tam opracował główny temat utworu, jeszcze bez instrumentu. Po powrocie w okolicach Bożego Narodzenia zastał zespół w innym składzie osobowym – doszedł drugi gitarzysta Włodzimierz Dudek i saksofonista Marek Kisiel.

## Muzyka
Utwór opiera się na dynamicznym motywie, zupełnie kontrastującym z faktem, że powstał w szpitalu. Zachowuje całą skalę bluesową. Wyróżnia się mocno wyeksponowanym tematem z kilkoma partiami solowymi. Zespół opanował go szybko, aczkolwiek frontman zespołu, Ryszard Skibiński długo nie chciał go zaakceptować. Jak mam to grać? Nie cierpię tego numeru. Drażni mnie – powiedział zespołowi. Utwór został nagrany w studiu Polskiego Radia w Białymstoku, przy czym partia perkusji została dograna oddzielnie.
Utwór został gorąco przyjęty przez fanów zespołu na koncertach i szybko stał się przebojem. W podsumowaniu amerykańskiego radia WRJC-FM 91 w Baltimore na rok 1981 Blues Chorego znalazł się na trzecim miejscu, a wyprzedzili ją tylko Albert Collins i Muddy Waters, niżej był m.in. B.B. King. Jak wspomina zespół, nie osiągnął z tego faktu profitów poza satysfakcją.

## Skład
Utwór został nagrany w składzie:
- Jarosław Tioskow i Włodzimierz Dudek – gitary
- Leszek Domalewski – gitara basowa
- Mirosław Kozioł – perkusja
- Ryszard Skibiński – harmonijka ustna